# 佐藤基治
佐藤 基治（さとう もとはる）は、奥州藤原氏の家臣で、奥州信夫郡（現在の福島県福島市飯坂地区）に勢力を張り大鳥城（現在の舘の山公園）に居城した武将。源義経の従者佐藤継信・忠信の父である。

## 概説
奥州信夫郡の佐藤氏一族。信夫庄司と呼ばれていたが、飯坂温泉の湧く地であるため湯の庄司とも呼ばれた。奥州藤原氏2代当主藤原基衡の時代、康治元年（1142年）、陸奥守藤原師綱が信夫郡の公田検注を実施しようとした際に基衡の意を受けてこれを妨害し、のちに斬首された大庄司佐藤季春（季治）が父親に当たる可能性もあるが、各地の佐藤氏の家系図には見られない。『尊卑分脈』によれば従五位下左兵衛尉佐藤帥治の長男とする。佐藤一族の事跡に詳しい福島大学の客員教授菅野円蔵の著書『大鳥城記』によれば、基治の母は藤原公景の娘。妻は先に源頼朝の臣上野国の大窪太郎の娘を娶（めと）り、前信および治清の二子があった。後基衡の弟清綱（亘理権十郎）の娘で秀衡のいとこに当たる乙和子姫を迎え奥州藤原氏と強固な関係を結んだ。さらに乙和子姫には、継信・忠信・藤の江・浪の江などの子があったが、その藤の江を秀衡の三男忠衡に娶わせ岳父として同盟関係を築いた。
歴史学者の角田文衛によると、当時としては珍しい佐藤一族の義経に対する熾烈とも見える忠節は、君臣の関係だけでは説明がつきにくく、義経が平泉時代に迎えた妻は、佐藤基治の娘であったのではないかとする説を唱えている。飯坂の佐藤氏系図のひとつに基治女・浪の戸（源義経側室）とある。

## 戦歴及び足跡
『信達一統志』によると保元2年（1157年）、佐藤基治は藤原秀衡の命により、白川会津までの代官と定められ、大鳥城を築いたとされる。
福島県白河市表郷中野庄司戻には、基治に由来する「庄司戻しの桜」がある。治承4年（1180年）のこととなるが、伝承によると、義経に従い鎌倉に赴く二人の子どもを見送り、別れる際に「二人の子どもがその忠節を全うするなら根付け。そうでなければ枯れよ」といって地面に杖を挿したが、立派に成長し見事な桜が咲いたという（現在は案内板のみ残る）。
文治5年（1189年）奥州合戦の折りには、摺上川に古来より藤綱を用いた吊り橋（十綱橋）があったが、大鳥城の防備のため、橋を切り落としたとされる。
文治5年（1189年）8月、源頼朝が奥州討伐のため奥大道（奥州街道）を北上してきた際、一族の伊賀良目七郎らと石那坂（現在の福島市平石、もしくは飯坂）に陣をはり防衛した。『吾妻鏡』文治5年8月8日条によると、この合戦で基治は鎌倉方の常陸入道念西子息である伊佐為宗らと戦って敗れ、晒（さら）し首にされたとあるが、同年10月2日条によると、赦免されて本領に戻ったとされる。

## 死亡時期と行年
石那坂で戦死したとする資料が多いが、相原友直『平泉実記』（宝暦元年（1751年））では生け捕りの後赦免されたとする。志田正徳『信達一統志』（天保12年（1841年））では生け捕りの後赦免され、後「大鳥城」で卒去したとあり、『大木戸合戦記』にも捕虜となり、宇都宮の本陣に送られたとある。
また、青森県石名坂館には、奥州藤原氏の家臣佐藤基治なる人物が、主家の滅亡に伴い、逃れてきたという伝承が残っている。
江戸期の書籍では
- 佐久間洞厳『観述聞老志』- 文治5年8月4日：77歳。
- 佐藤信要『封内名蹟志』 - 文治5年8月4日：75歳。

とあるが研究者によりまちまちで、生没年は確定されていない。

## 関連作品
テレビドラマ
- 『義経』（2005年、NHK大河ドラマ、演：加世幸市→大出俊）